# Miguel Gomes
Miguel Gomes, född 1972 i Lissabon, är en portugisisk filmskapare. Han slog igenom i hemlandet under 2000-talet med stilistiskt lekfulla filmer. Tabu från 2012 var ett internationellt genombrott och fick flera portugisiska och utländska priser.

## Liv och gärning
Miguel Gomes utbildade sig vid teater- och filmhögskolan i Lissabon och långfilmsdebuterade 2004 med A cara que mereces. Den följdes 2008 av Aquele querido mês de agosto, en lekfull och delvis metafiktiv skildring av den portugisiska landsbygden, med fokus på musik och umgänge, som tilldelades det portugisiska filmpriset Globo de ouro för bästa film. Gomes' stora internationella genombrott var Tabu från 2012, om en excentrisk kvinna i Lissabon som tidigare har levt i Afrika. Filmen fick bland annat Alfred Bauer-priset och FIPRESCI-priset vid filmfestivalen i Berlin, Globo de ouro för bästa film och flera internationella priser. Den såldes till ett stort antal länder och togs emot väl av kritiker, men väckte även reservationer för sin opolitiskhet; filmkritikern A.O. Scott på The New York Times skrev: "Till skillnad från andra europeiska filmer från den senaste tiden (som Philippe Falardeaus Congorama och Claire Denis' White material), betraktar Tabu kolonialism som en estetisk möjlighet snarare än ett politiskt eller moraliskt problem. Den är full av längtan — avskuren, självmedveten, men påtaglig likväl — efter ett förgånget sätt att leva, i kontrast till vilket den samtida verkligheten verkar trist och avdomnad." Hans nästa film är inspirerad av upplägget i Tusen och en natt och berättar ett antal historier från ett Portugal i ekonomisk kris. Den är tänkt att ha premiär under 2015.

## Filmregi
- Entretanto (1999) - kortfilm
- Inventário de natal (2000) - kortfilm
- 31 (2001) - kortfilm
- Kalkitos (2002) - kortfilm
- Cântico das Criaturas (2003) - kortfilm
- A cara que mereces (2004)
- Aquele querido mês de agosto (2008)
- Tabu (2012)
- As mil e uma noites (2015)